# Książę Marlborough

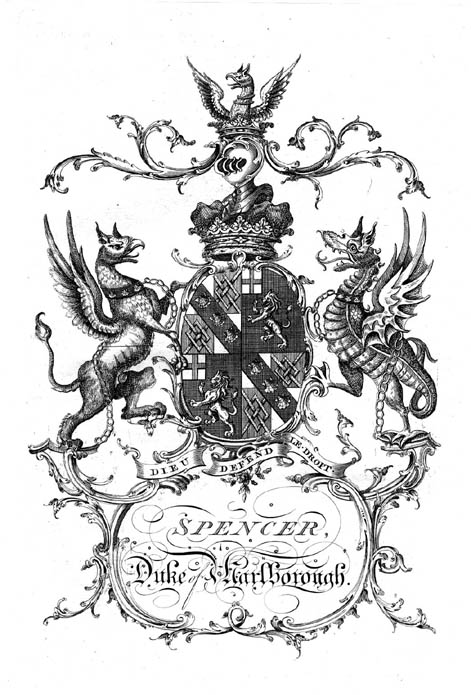
Herb książąt Marlborough

## Informacje ogólne
- Dodatkowymi tytułami księcia Marlborough są:
  - markiz Blandford
  - hrabia Sunderland
  - hrabia Marlborough
  - baron Spencer of Wormleighton
  - baron Churchill of Sandridge
- Najstarszy syn księcia Marlborough nosi tytuł markiza Blandford
- Najstarszy syn markiza Blandford nosi tytuł hrabiego Sunderland
- Najstarszy syn hrabiego Sunderland nosi tytuł lorda Churchill
- Rodową rezydencją książąt Marlborough jest Blenheim Palace w Woodstock w hrabstwie Oxfordshire

Hrabiowie Marlborough 1. kreacji (parostwo Anglii)
- 1626–1629: James Ley, 1. hrabia Marlborough
- 1629–1638: Henry Ley, 2. hrabia Marlborough
- 1638–1665: James Ley, 3. hrabia Marlborough
- 1665–1679: William Ley, 4. hrabia Marlborough

Hrabiowie Marlborough 2. kreacji (parostwo Anglii)
- 1689–1722: John Churchill, 1. hrabia Marlborough

Książęta Marlborough 1. kreacji (parostwo Anglii)
- 1702–1722: John Churchill, 1. książę Marlborough
- 1722–1733: Henrietta Godolphin, 2. księżna Marlborough
- 1733–1758: Charles Spencer, 3. książę Marlborough
- 1758–1817: George Spencer, 4. książę Marlborough
- 1817–1840: George Spencer-Churchill, 5. książę Marlborough
- 1840–1857: George Spencer-Churchill, 6. książę Marlborough
- 1857–1883: John Winston Spencer-Churchill, 7. książę Marlborough
- 1883–1892: George Charles Spencer-Churchill, 8. książę Marlborough
- 1892–1934: Charles Richard John Spencer-Churchill, 9. książę Marlborough
- 1934–1972: John Albert Edward William Spencer-Churchill, 10. książę Marlborough
- 1972–2014: John George Vanderbilt Henry Spencer-Churchill, 11. książę Marlborough
- Od 2014: Charles James Spencer-Churchill, 12. książę Marlborough

Następca 12. księcia Marlborough: George Spencer-Churchill,  markiz Blandford